# 广卫站
塔密站是昆明地铁4号线的地铁车站，位于中华人民共和国云南省昆明市官渡区商博街与广福路交叉口南侧，于2020年9月23日开通。

## 车站结构

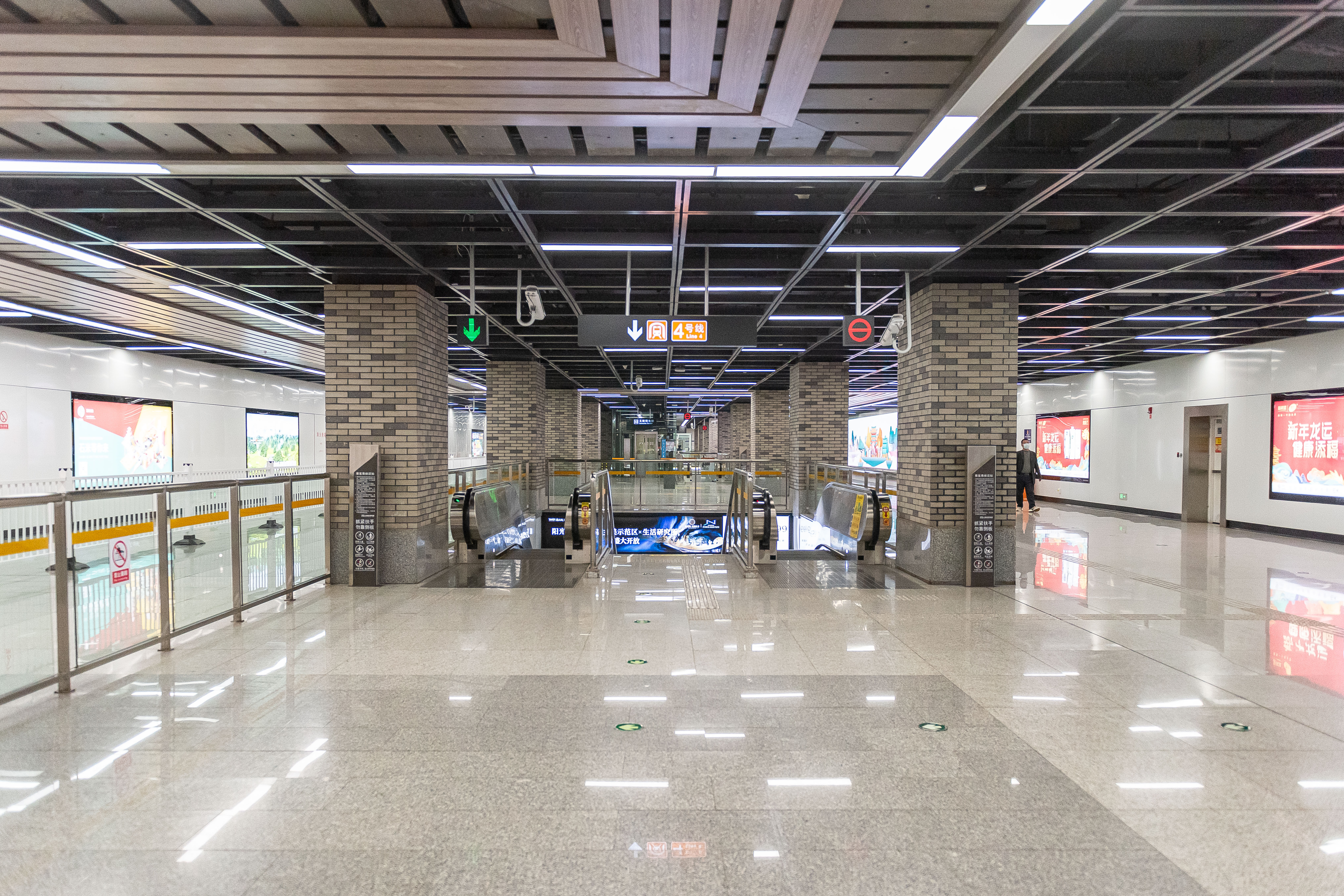
站厅

塔密站位于商博街与广福路交叉口南侧，沿商博街设置，呈南北走向，为地下两层岛式站台车站，车站长316.5米，车站地下一层为站厅层，地下二层为站台层，站台设置全高站台门。
| 地面              | 出入口 | A、B、C、D1、D2出入口                                                                                         |
| 地下一层          | 站厅   | 客服中心、自动售票机、验票机                                                                                  |
| 地下二层          | 站台   | \| \| \| █ 4号线往金川路（玉缘路） \| \| 島式 · 開左邊车门 \| \| \| \| \| \| █ 4号线往昆明南火车站（塔密） \| |
|                   |        | █ 4号线往金川路（玉缘路）                                                                                     |
| 島式 · 開左邊车门 |        | |
|                   |        | █ 4号线往昆明南火车站（塔密）                                                                                 |

## 出入口
广卫站共有5个出入口，各出口及周围设施如下所示：
| 编号                  | 地点           | 建议前往的目的地                                   | 照片 |
| --------------------- | -------------- | -------------------------------------------------- | ---- |
| 出口 · A              | 商博街、广福路 | 昆明市菊花园中药林专业市场                         |      |
| 出口 · B · 升降机标志 | 商博街         | 中豪·悦城花园                                      |      |
| 出口 · C              | 商博街         |                                                    |      |
| 出口 · D · 1          | 广福路         |                                                    |      |
| 出口 · D · 2          | 广福路         | 双城际、万科魅力之城、馨和园、子君中心学校、居安园 |      |
| 註： 設有             |                |                                                    |      |

## 接驳交通

### 公交车
- 广卫地铁站D1口：K58路，Z75路
- 广卫地铁站D2口：K58路

## 车站历史
本站建设时期工程名为螺蛳湾北站，开通前确定以广卫站作为车站正式名称。
- 2017年10月30日，车站主体结构封顶[2]。
- 2020年9月23日，车站随4号线通车开通[1]。